# Палеонтологічний музей імені В. О. Топачевського
Палеонтологічний музей імені В. О. Топачевського — одна з 5 експозицій Національного науково-природничого музею НАН України, розміщена на III поверсі ННПМ. Музей названо на честь українського теріолога і палеонтолога, академіка НАН України Вадима Топачевського.

## Започаткування колекції
Історія Палеонтологічного музею пов'язана з ім'ям академіка Івана Підоплічка, який у грудні 1935 року створив першу палеонтологічну експозицію у Зоологічному музеї. Колекцію викопних матеріалів для неї почали збирати ще у 1919 році за часів заснування Академії наук України.
Становленню цієї частини музею сприяли такі вчені, як: академіки О. О. Борисяк, А. М. Криштофович, Ю. О. Орлов, член-кореспондент Є. В. Звєрезомб-Зубовський, професори О. О. Браунер, М. М. Бурчак-Абрамович, К. К. Фльоров та інші.
З моменту створення Палеонтологічний музей входив до складу Інституту зоології НАН України (ІЗАН), у 1966 році музей став частиною Центрального науково-природничого музею АН УРСР (нині ННПМ), але при цьому палеонтологічний відділ (колектив музею) залишався у штаті Інституту зоології. Так тривало повних 30 років, до 1996—1997 років, коли колектив відділу палеонтології перейшов до штату ННПМ.

## Колекція під час і після Другої світової війни
Під час Другої світової війни значна частина палеонтологічної колекції була розграбована та знищена. У перші повоєнні роки під керівництвом та при безпосередній участі академіка Івана Підоплічка було завершено важливий етап палеотеріологічних досліджень в Україні — обстеження та картування відомих місць знаходжень викопної фауни. Надалі учні його школи з успіхом продовжили ці дослідження, зібравши численні оригінальні наукові матеріали, що склали основу експозиційної частини музею.
Сучасного вигляду Палеонтологічний музей набув у 1966–1969 роках при розбудові комплексу Національного науково-природничого музею НАН України. Роботи проводились під загальним керівництвом академіка Івана Підоплічка. Він очолював Палеонтологічний музей до 1975 року.
З 1976 по 2004 роки завідувачем музею був академік Вадим Топачевський. Значний внесок у створення палеонтологічної експозиції зробили доктори наук О. Л. Короткевич та Л. І. Рековець, кандидати наук В. І. Бібікова, Н. Г. Білан, А. С. Брюзгіна, Н. Л. Корнієць, Т. В. Крахмальна, В. А. Несін, М. Д. Поплавська, В. І. Свистун, Ю. О. Семенов, О. Ф. Скорик, В. І. Таращук та інші.
Ландшафти минулого, зовнішній вигляд вимерлих тварин та рослин відображають твори: І. С. Їжакевича, Г. Н. Глікмана, Д. Л. Барановського, А. Л. Еккерта та інших видатних українських художників. Діорами музею створені художниками С. І. Гончаренком, Л. М. Казанським та М. І. Островським.

## Експозиція

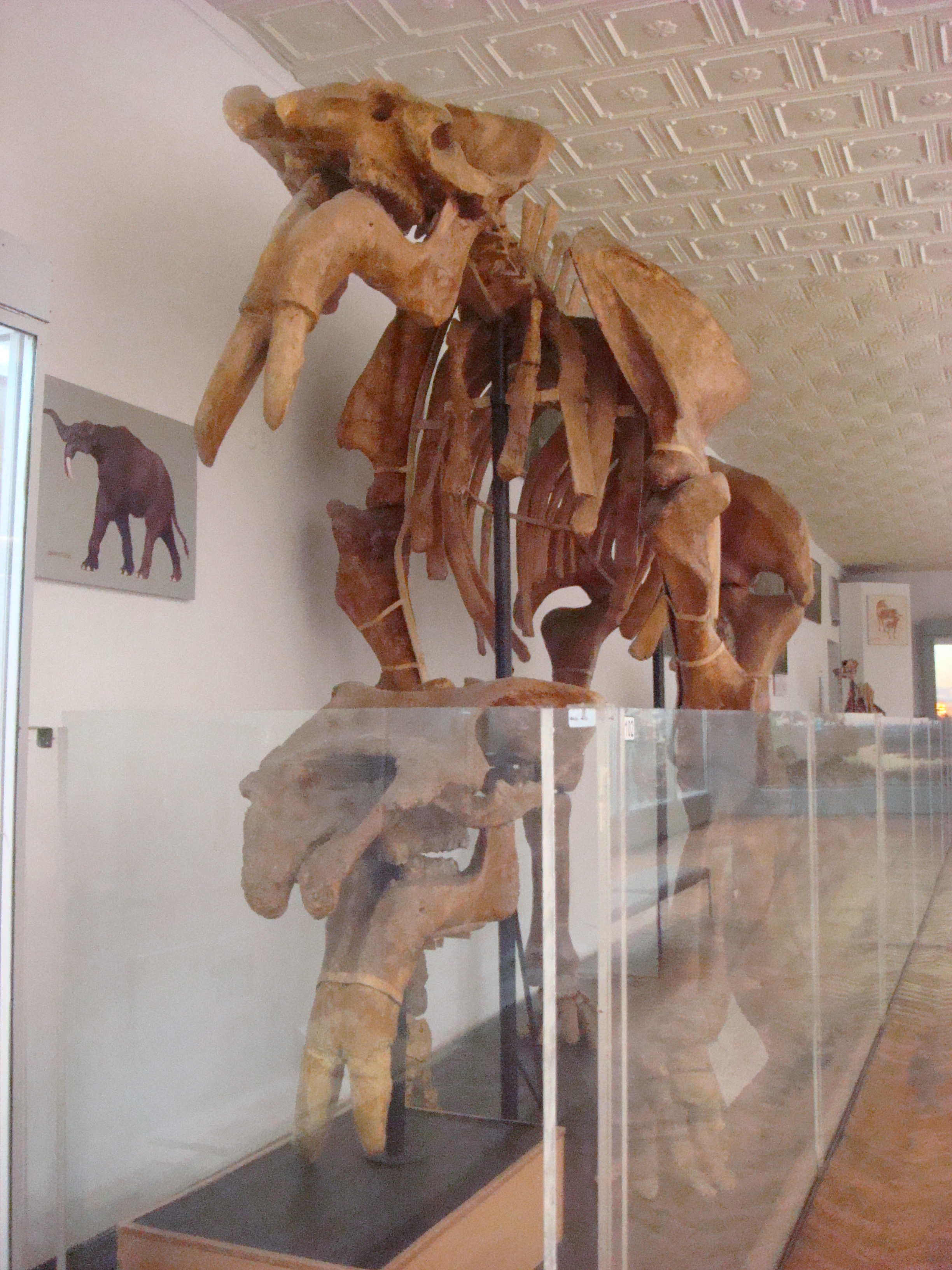
Дейнотерій — один з найбільших ссавців світу — в експозиції ННПМ.

Експозиція музею, в основу якої покладено матеріалістичний світогляд, ілюструє розвиток життя на Землі, Вона відтворює окремі етапи розвитку рослинних і тваринних організмів, пізнання яких сприяє встановленню геологічного віку, кореляції земних шарів, розробці питань палеогеографії, палеокліматології, антропології тощо. Експозиція налічує понад 2000 оригінальних експонатів, більшість яких походить з території України. Фондові колекції нараховують близько 1 мільйону екземплярів. Загалом у музеї демонструються 106 експозиційних вітрин, 5 художніх діорам і дві будівлі з кісток мамута.
До унікальних і найбільш науково цінних експонатів Палеонтологічного музею належать кісткові рештки представників гіпаріонових фаун. Найцікавішими експонатами музею є кістяки окремих особин неогенових та четвертинних ссавців, що добре збереглися: слона — дейнотерія, жирафи — херсонотерія, кита — цетатерія, первісного бика — тура, мамута тощо. Експозицію музею прикрашають відбитки безхребетних тварин та прадавніх рослин, мушлі, стовбури дерев, уламки бурштину з похованими у них комахами.
Також серед експонатів — будівлі кроманьйонців, споруджені з кісток мамута, знайдені на Черкащині у (Межирічі) (Межиріцька стоянка) та на Чернігівщині у Мізині. В реконструйованому вигляді обидві споруди неодноразово експонувалися на виставках в Японії та в Західній Європі.
Палеонтологічні колекції постійно поповнюються, і не тільки за рахунок науково-пошукових робіт та розкопок, які проводять співробітники музею. Значну роль у збагаченні експозиції та наукових колекцій відіграють повідомлення про знахідки викопних об'єктів, що надходять від громадян України, а також їхні подарунки.

## Галерея

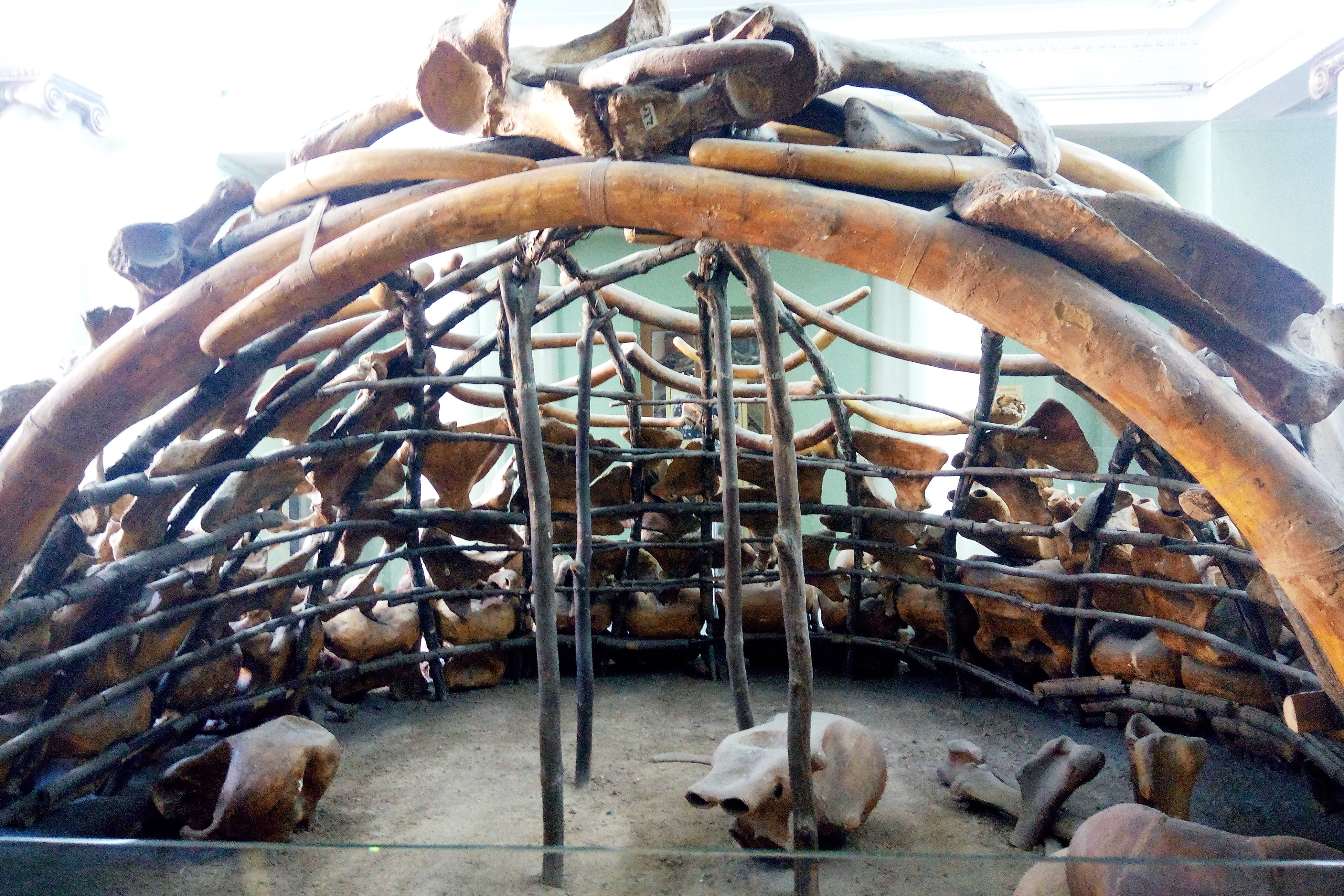
Житло древніх людей
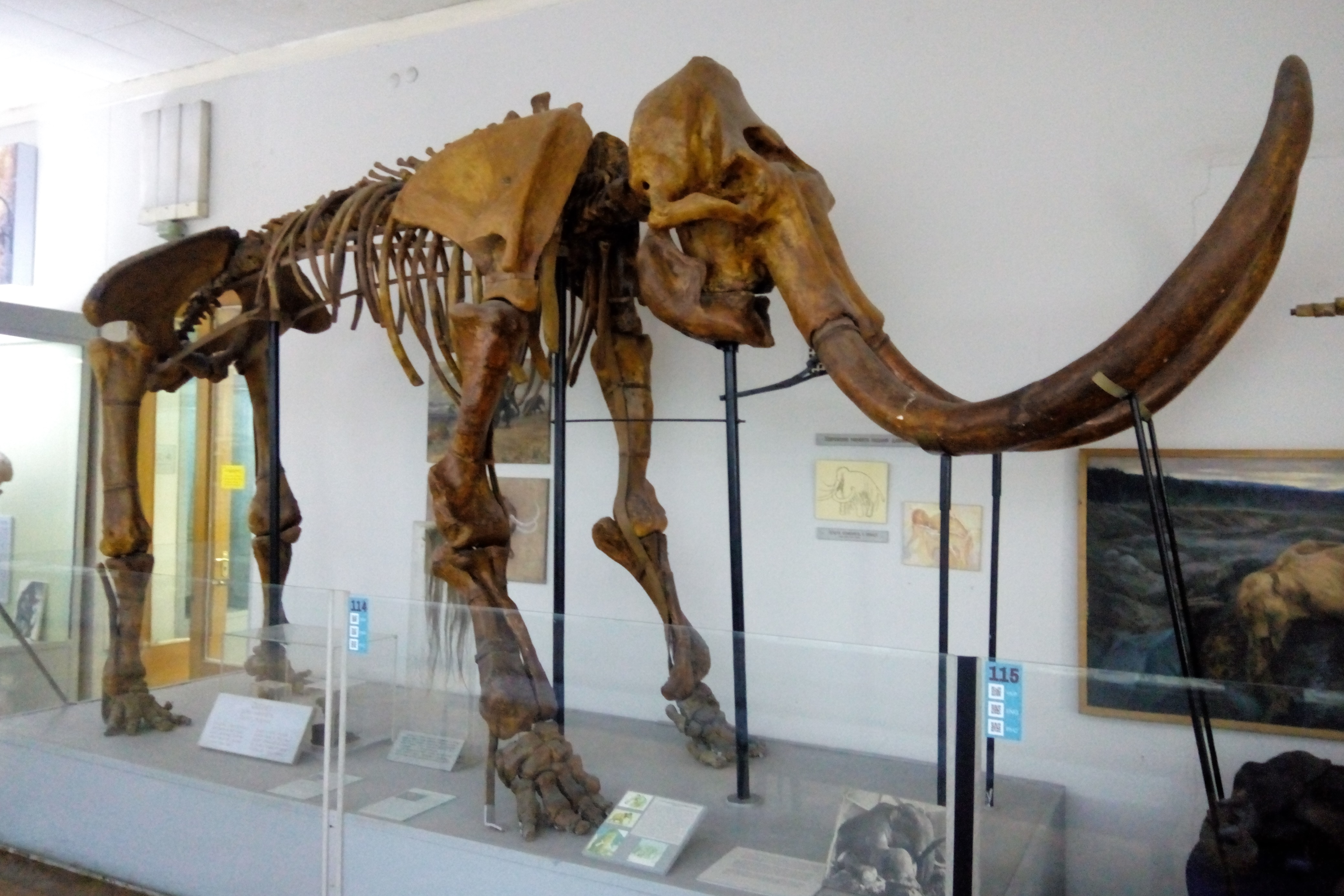
Кістяк мамонта
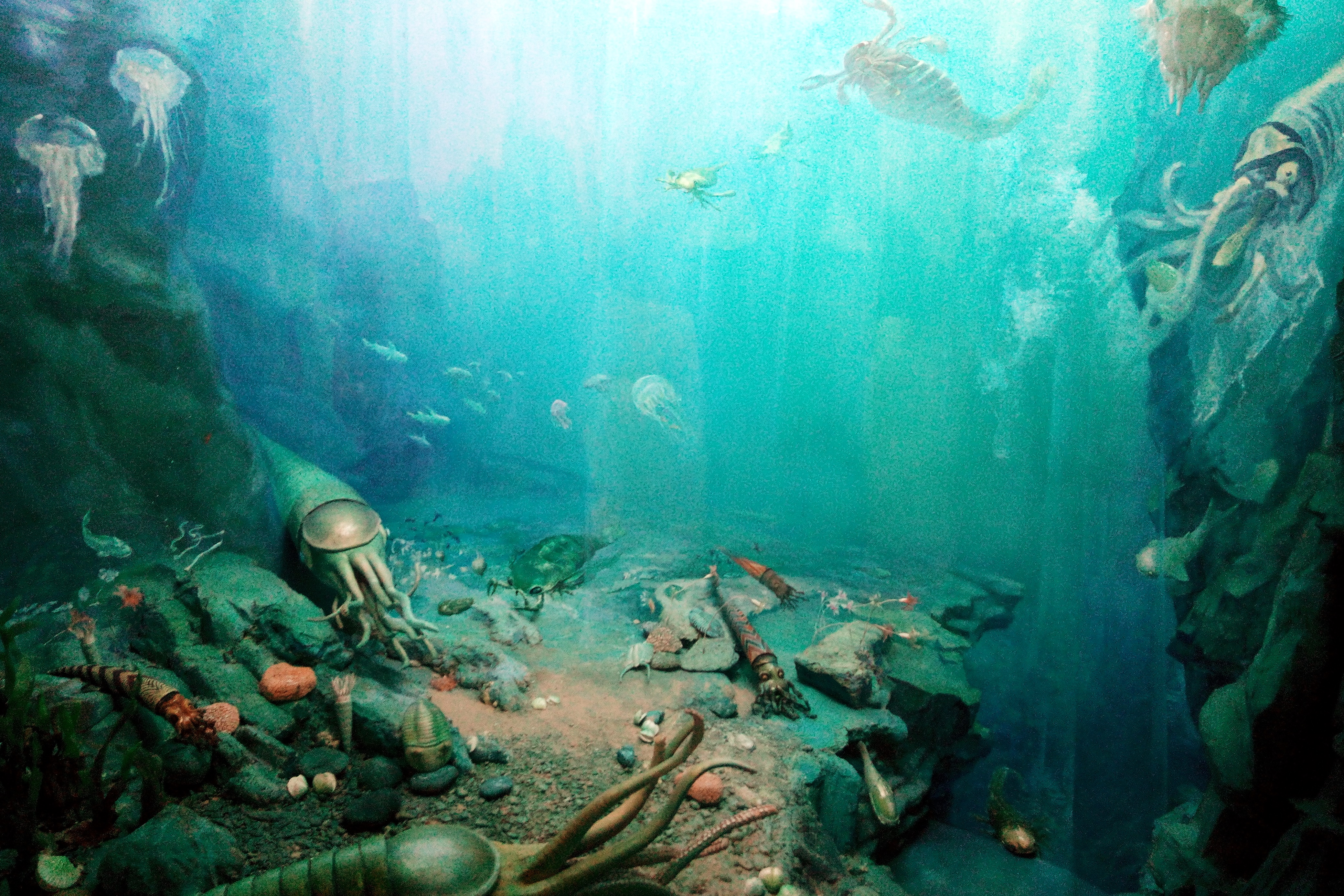
Світ стародавнього моря
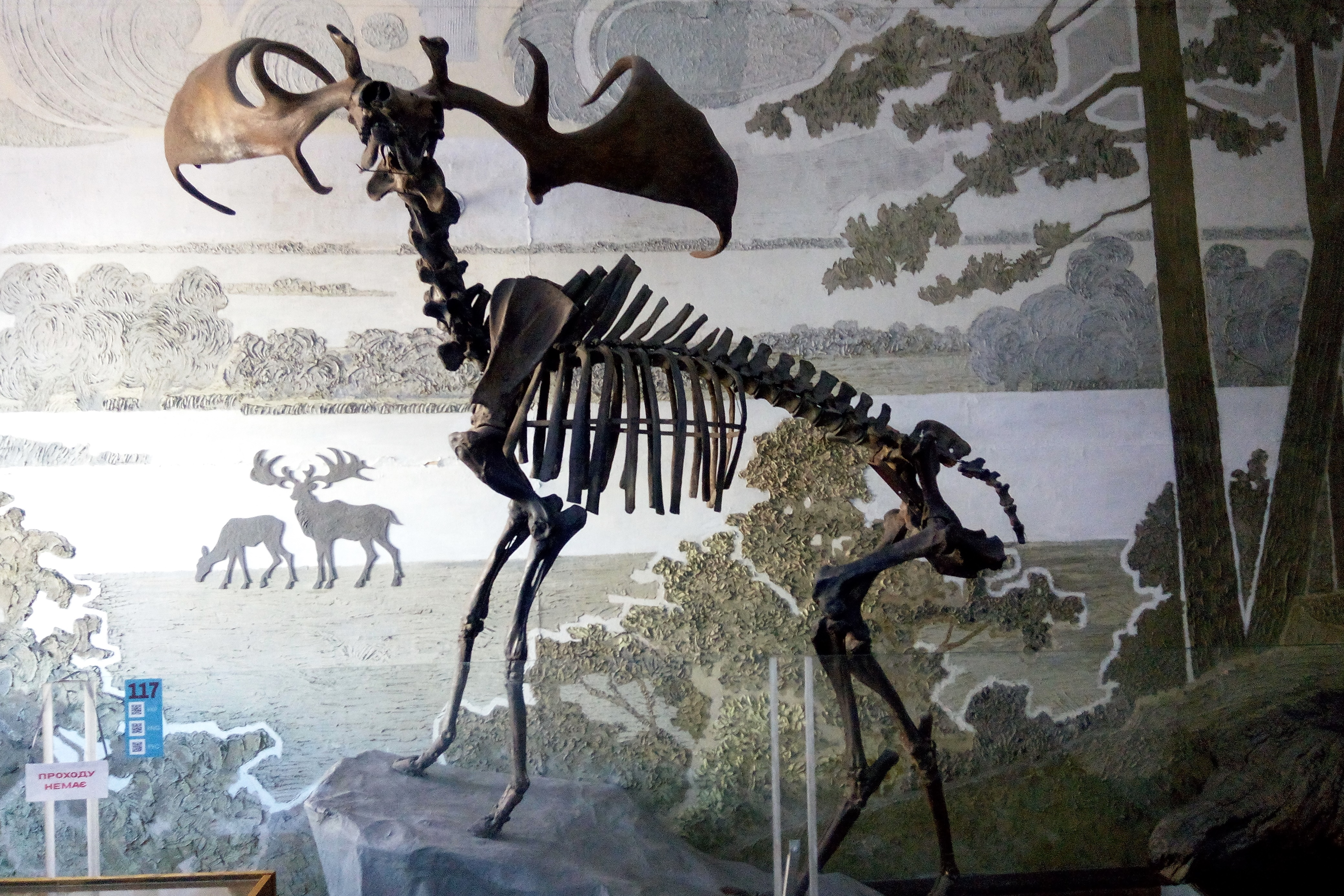
Кістяк гігантського оленя
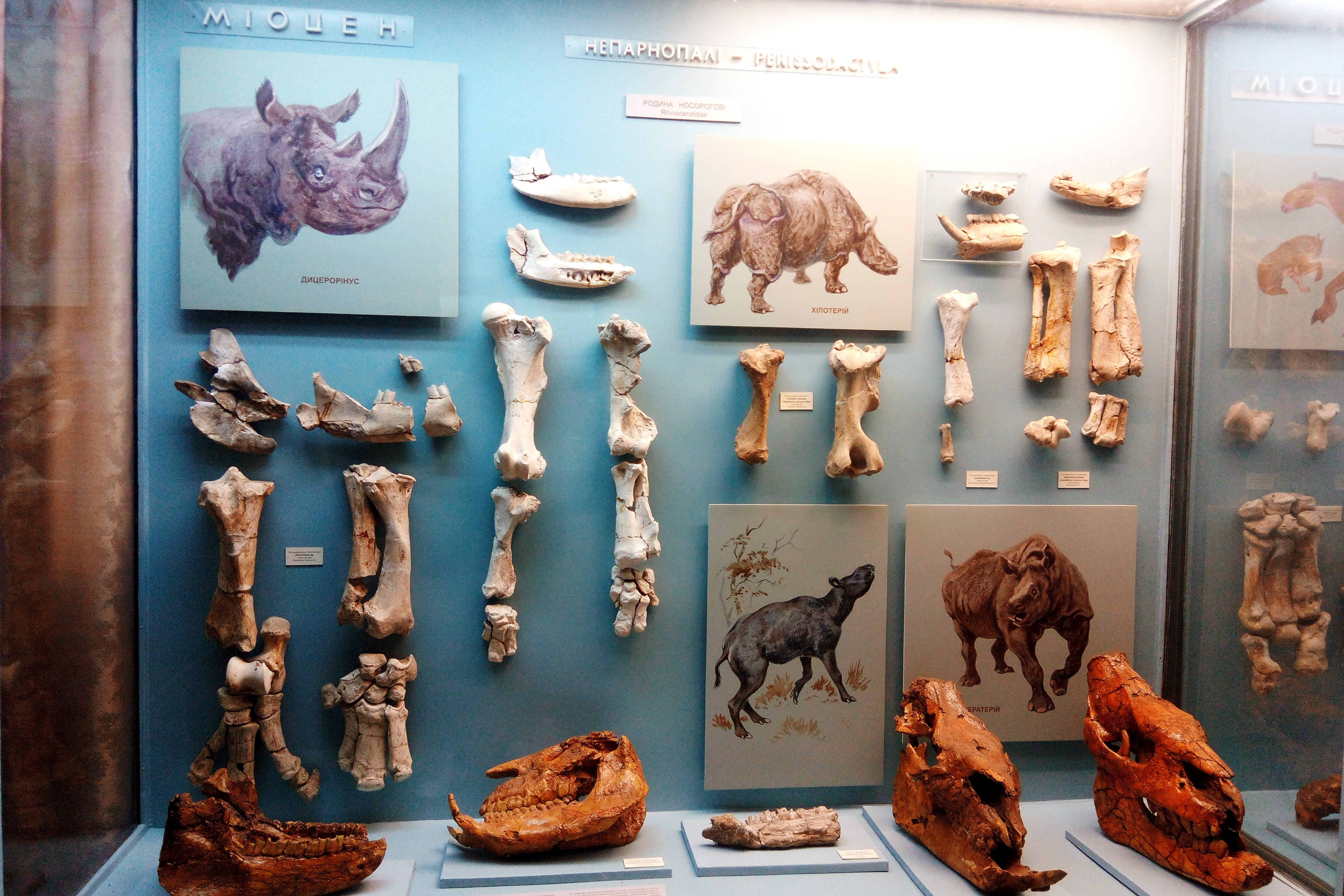
Міоцен
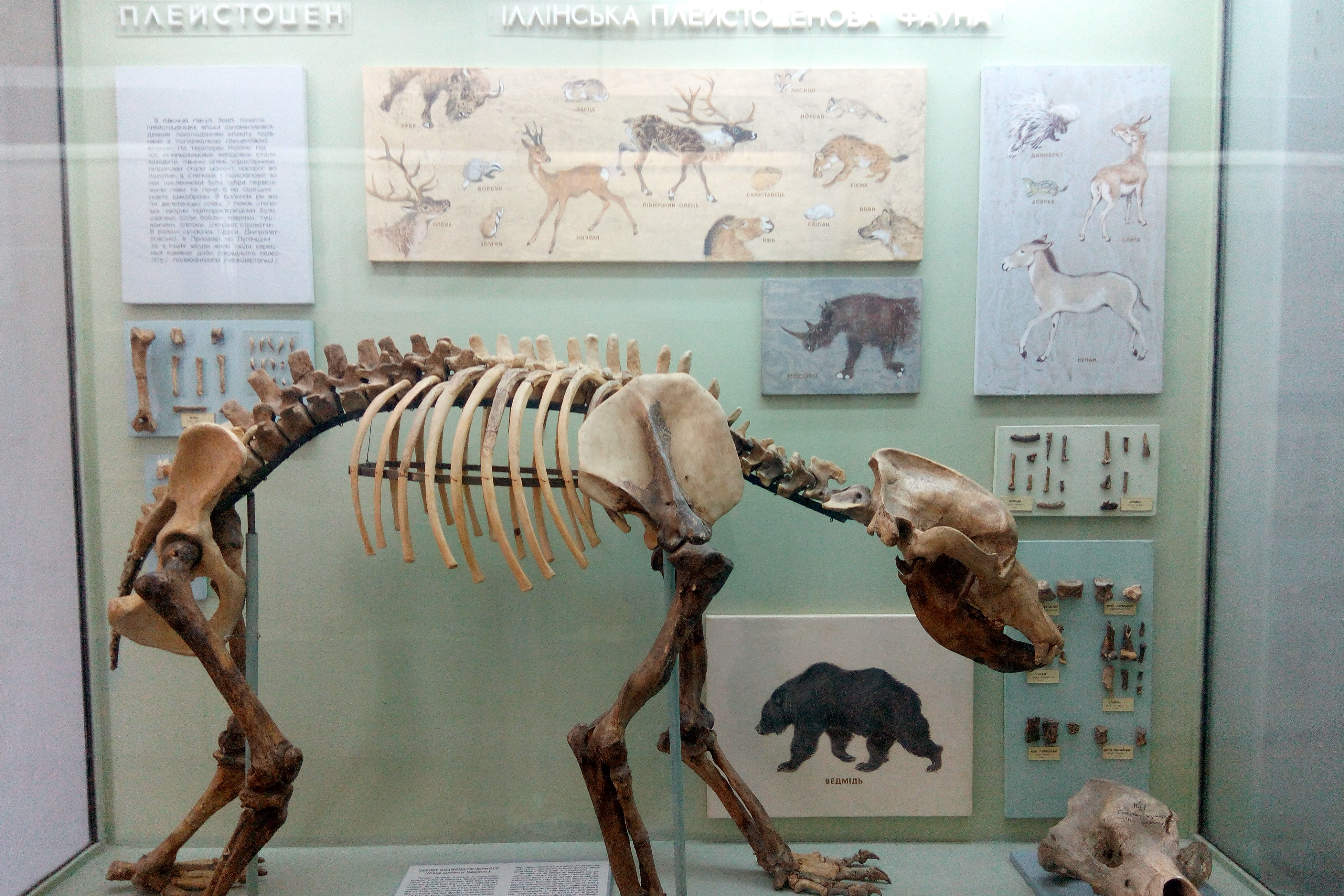
Плейстоцен
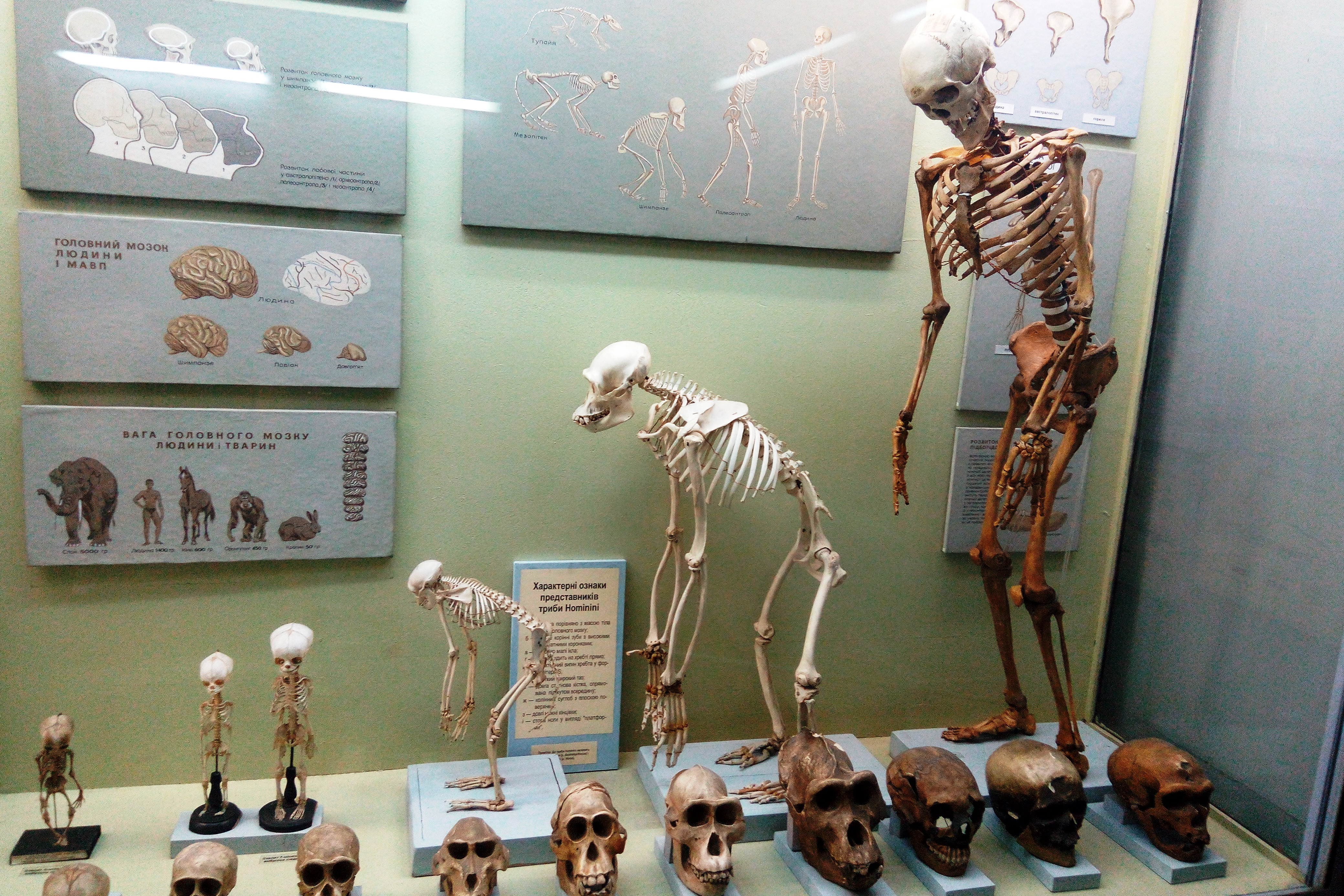
Походження людини

## Дивіться також
- Національний науково-природничий музей НАН України
- Інститут зоології імені І. І. Шмальгаузена НАН України
- Палеонтологічний інститут ім. О. О. Борисяка РАН